# Dragan Rosić
Dragan Rosić (in serbo Драган Росић?; Užice, 15 novembre 1996) è un calciatore serbo, portiere del Vojvodina.

## Carriera

### Club
È cresciuto nelle giovanili del Jedinstvo Putevi. Ha esordito in Superliga il 9 aprile 2017 con la maglia dello Mladost Lučani in occasione del match pareggiato 1-1 contro il Čukarički.
Il 16 agosto 2019 viene acquistato a titolo definitivo per 500.000 euro dalla squadra spagnola dell'Almería, con cui sottoscrive un contratto quinquennale con scadenza il 30 giugno 2024.

### Nazionale
Ha giocato nella nazionale serba Under-21.
Nel 2023 ha esordito nella nazionale maggiore serba.

## Statistiche

### Presenze e reti nei club
Statistiche aggiornate al 9 agosto 2019.
| Stagione                | Squadra                 | Campionato              | Campionato | Campionato | Coppe nazionali | Coppe nazionali | Coppe nazionali | Coppe continentali | Coppe continentali | Coppe continentali | Altre coppe | Altre coppe | Altre coppe | Totale | Totale |
| Stagione                | Squadra                 | Comp                    | Pres       | Reti       | Comp            | Pres            | Reti            | Comp               | Pres               | Reti               | Comp        | Pres        | Reti        | Pres   | Reti   |
| ----------------------- | ----------------------- | ----------------------- | ---------- | ---------- | --------------- | --------------- | --------------- | ------------------ | ------------------ | ------------------ | ----------- | ----------- | ----------- | ------ | ------ |
| 2014-2015               | Jedinstvo Putevi        | PL                      | 0          | 0          | CS              | 0               | 0               | -                  | -                  | -                  | -           | -           | -           | 0      | 0      |
| 2015-2016               | Jedinstvo Putevi        | PL                      | 0          | 0          | CS              | 0               | 0               | -                  | -                  | -                  | -           | -           | -           | 0      | 0      |
| Totale Jedinstvo Putevi | Totale Jedinstvo Putevi | Totale Jedinstvo Putevi | 0          | 0          |                 | 0               | 0               |                    | -                  | -                  |             | -           | -           | 0      | 0      |
| 2016-feb. 2017          | Mladost Lučani          | SL                      | 0          | 0          | CS              | 0               | 0               | -                  | -                  | -                  | -           | -           | -           | 0      | 0      |
| feb.-apr. 2017          | Kolubara                | PL                      | 5          | -7         | CS              | 0               | 0               | -                  | -                  | -                  | -           | -           | -           | 5      | -7     |
| apr.-giu. 2017          | Mladost Lučani          | SL                      | 4          | -8         | CS              | 0               | 0               | -                  | -                  | -                  | -           | -           | -           | 4      | -8     |
| 2017-2018               | Mladost Lučani          | SL                      | 27         | -29        | CS              | 6               | -4              | UEL                | 0                  | 0                  | -           | -           | -           | 33     | -33    |
| 2018-2019               | Mladost Lučani          | SL                      | 36         | -36        | CS              | 4               | -3              | -                  | -                  | -                  | -           | -           | -           | 40     | -39    |
| lug.-ago. 2019          | Mladost Lučani          | SL                      | 4          | -9         | CS              | 0               | 0               | -                  | -                  | -                  | -           | -           | -           | 4      | -9     |
| Totale Mladost Lučani   | Totale Mladost Lučani   | Totale Mladost Lučani   | 71         | -82        |                 | 10              | -7              |                    | 0                  | 0                  |             | -           | -           | 81     | -89    |
| 2019-gen. 2020          | Almería                 | SD                      | 0          | 0          | CR              | 0               | 0               | -                  | -                  | -                  | -           | -           | -           | 0      | 0      |
| gen.-giu. 2020          | Celta Vigo B            | SDB                     | 0          | 0          | CR              | 0               | 0               | -                  | -                  | -                  | -           | -           | -           | 0      | 0      |
| Totale carriera         | Totale carriera         | Totale carriera         | 76         | -89        |                 | 10              | -7              |                    | 0                  | 0                  |             | -           | -           | 86     | -96    |

### Cronologia presenze e reti in nazionale
| Cronologia completa delle presenze e delle reti in nazionale ― Serbia | Cronologia completa delle presenze e delle reti in nazionale ― Serbia | Cronologia completa delle presenze e delle reti in nazionale ― Serbia | Cronologia completa delle presenze e delle reti in nazionale ― Serbia | Cronologia completa delle presenze e delle reti in nazionale ― Serbia | Cronologia completa delle presenze e delle reti in nazionale ― Serbia | Cronologia completa delle presenze e delle reti in nazionale ― Serbia | Cronologia completa delle presenze e delle reti in nazionale ― Serbia |
| Data                                                                  | Città                                                                 | In casa                                                               | Risultato                                                             | Ospiti                                                                | Competizione                                                          | Reti                                                                  | Note                                                                  |
| --------------------------------------------------------------------- | --------------------------------------------------------------------- | --------------------------------------------------------------------- | --------------------------------------------------------------------- | --------------------------------------------------------------------- | --------------------------------------------------------------------- | --------------------------------------------------------------------- | --------------------------------------------------------------------- |
| 26-1-2023                                                             | Los Angeles                                                           | Stati Uniti                                                           | 1 – 2                                                                 | Serbia                                                                | Amichevole                                                            | -                                                                     | 46’                                                                   |
| Totale                                                                |                                                                       | Presenze                                                              | 1                                                                     |                                                                       | Reti                                                                  | 0                                                                     |                                                                       |